# فانتاستیک
فانتاستیک (به فرانسوی: Fantastique) یک اصطلاح فرانسوی برای ژانر و حالت ادبی و سینمایی است که با نفوذ عناصر فراطبیعی به چارچوب واقع‌گرایانه یک داستان همراه با عدم اطمینان در مورد وجود آن‌ها شناخته می‌شود. این مفهوم از سنت ادبی و انتقادی فرانسوی می‌آید و از کلمه «فانتزی» متمایز می‌شود که با اصطلاح گسترده‌تر فانتزی در سنت ادبی انگلیسی مرتبط است. به گفته تزوتان تودوروف، نظریه‌پرداز ادبی (مقدمه‌ای بر ادبیات فانتزی)، امر فانتاستیک با تردیدی که بین فراطبیعی و طبیعی، ممکن و غیرممکن، و گاهی بین منطق و غیرمنطق ایجاد می‌کند، متمایز می‌شود. از سوی دیگر، امر فانتاستیک به ماورای طبیعی متوسل می‌شود که در آن، پس از پذیرفتن پیش‌فرض‌های یک جهان جادویی، همه چیز به شیوه‌ای تقریباً عادی و آشنا اتفاق می‌افتد. این ژانر در قرن هجدهم پدیدار شد و دوران طلایی آن در قرن نوزدهم اروپا، به‌ویژه در فرانسه و آلمان تجربه شد.

## نمونه‌های ژانر فانتاستیک
- بسیاری از آثار کوتاه ادگار آلن پو
- هنری جیمز، سخت‌تر شدن اوضاع (تودوروف آن را یکی از معدود نمونه‌های فانتاستیک خالص می‌داند[۷])
- نیکلای گوگول، دماغ
- میخائیل بولگاکف
- الگرنن بلکوود، درختان بید،
- شریدان له فانیو، در شیشه‌ای تاریک
- هوفمان، مرد شنی، گلدان طلایی
- ژرار دو نروال، اورلیا
- گی دو موپاسان، هورلا
- آمبروز بیرس، مرگ هالپین فریزر
- رابرت لویی استیونسن، مورد غیرعادی دکتر جکیل و آقای هاید
- اسکار وایلد، تصویر دوریان گری
- فرانتس کافکا، مسخ
- آرتور ماچن، خدای بزرگ پن
- ناتانیل هائورن، خانه هفت شیروانی
- اچ. جی. ولز، جزیره دکتر مورو